# قرار مجلس الأمن التابع للأمم المتحدة رقم 861
قرار مجلس الأمن التابع للأمم المتحدة رقم 861، الذي تم تبنيه بالإجماع في 27 أغسطس 1993، بعد التذكير بالقرار 841 (1993) والترحيب بالاتفاق بين رئيس هايتي والقائد العام للقوات المسلحة الهايتية، علق المجلس، الذي يتصرف بموجب الفصل السابع من ميثاق الأمم المتحدة،العقوبات الدولية ضد هايتي.
وفي الوقت نفسه، سيعاد فرض العقوبات إذا أبلغ الأمين العام المجلس في أي وقت بأن طرفي الاتفاق أو أي سلطات أخرى في هايتي لم تمتثل بحسن نية للاتفاق. وستتم مراجعة جميع الإجراءات بهدف رفعها بشكل نهائي عندما يقوم الأمين العام، مع مراعاة آراء الأمين العام لمنظمة الدول الأمريكية، بإبلاغ مجلس الأمن بأن جميع الأطراف قد نفذت الاتفاقية بالكامل.
لم يتم تنفيذ الاتفاقية بالكامل مما أدى بمجلس الأمن إلى إعادة فرض العقوبات في القرار 875.

## روابط خارجية
- نص القرار في undocs.org